# Big Nick Nicholas
George Walker Nicholas, més conegut com a Big Nick Nicholas, (2 d'agost de 1922, Lansing, Michigan, Estats Units – 29 d'octubre de 1997, Queens, Nova York, Estats Units) va ser un saxofonista de jazz i vocalista. Clarament influenciat per Coleman Hawkins, Nicholas, al seu torn va influenciar el jove John Coltrane en compondre el seu homenatge "Big Nick", que apareix en dos àlbums de 1962, Duke Ellington & John Coltrane i Coltrane. Així mateix, Nicholas va aportar el famós solo de setze compassos a l'emblemàtica composició afrocubana de Dizzy Gillespie, "Llard" (1947).
Nicholas va començar la seva carrera tocant amb els germans Hank i Thad Jones, Earl Hines i Tiny Bradshaw abans d'ingressar en l'exèrcit. A la fi de la dècada de 1940 va tocar en les formacions de Sabby Lewis, J. C. Heard, i Lucky Millinder. Així mateix va treballar amb Mal Waldron, Duke Ellington, Cab Calloway, Charlie Parker i Charlie Mingus.
A finals de 1951, va formar part del sextet de Miles Davis, junt amb Eddie "Lockjaw" Davis, Billy Taylor, Charles Mingus i Art Blakey i va gravar en l'emblemàtic club de jazz, Birdland, de Nova York. Mentre estigué amb Gillespie, també treballava amb Hot Lips Page, amb qui va tocar fins a 1954. Va començar a treballar amb Buck Clayton en 1955. No gravaria el seu primer disc com a capdavanter, Big Nick Nicholas/Big and Warm fins a 1983.